# Unilever (Bydgoszcz)

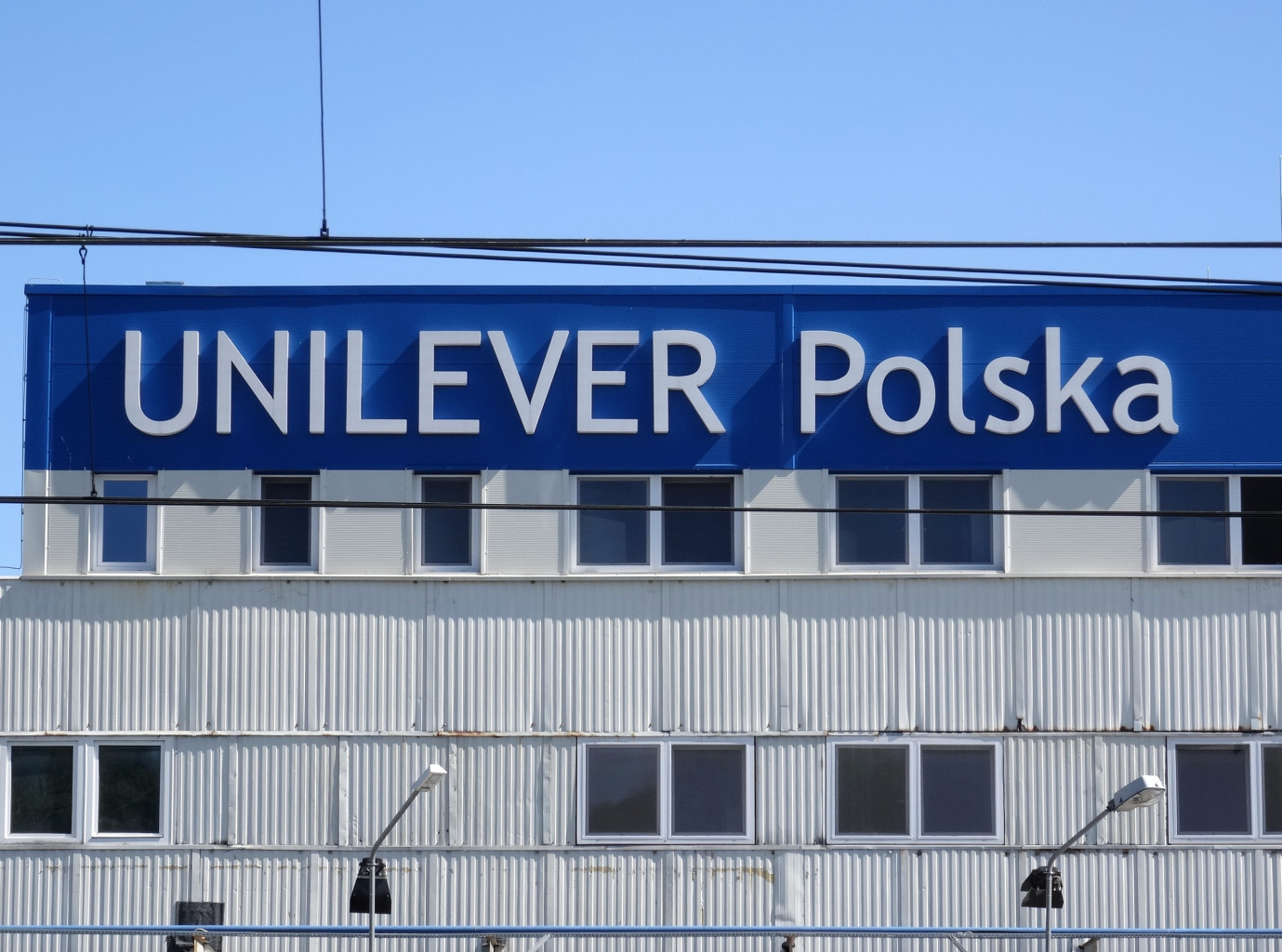
Nazwa firmy na fasadzie budynku

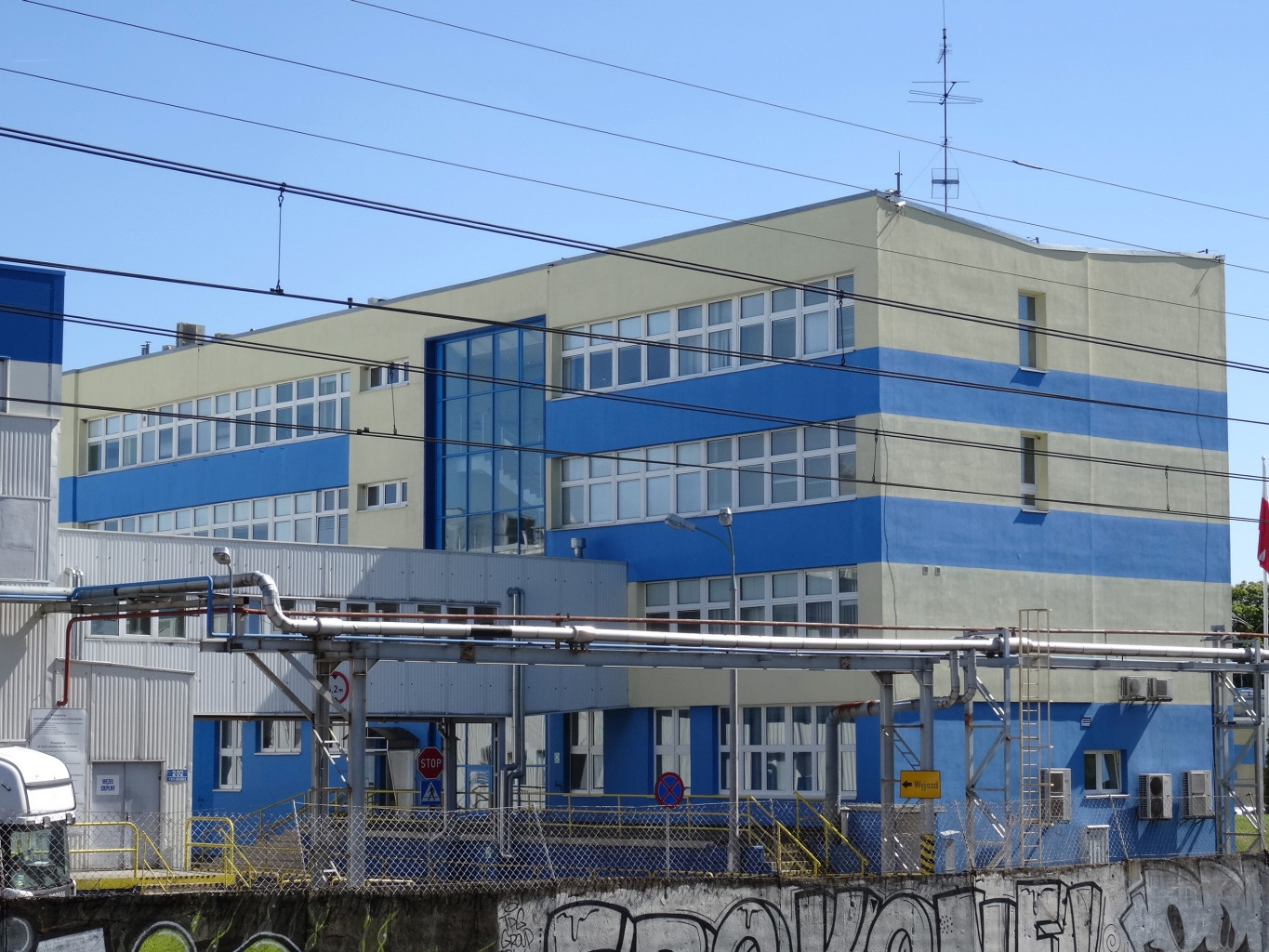
Budynek administracyjny

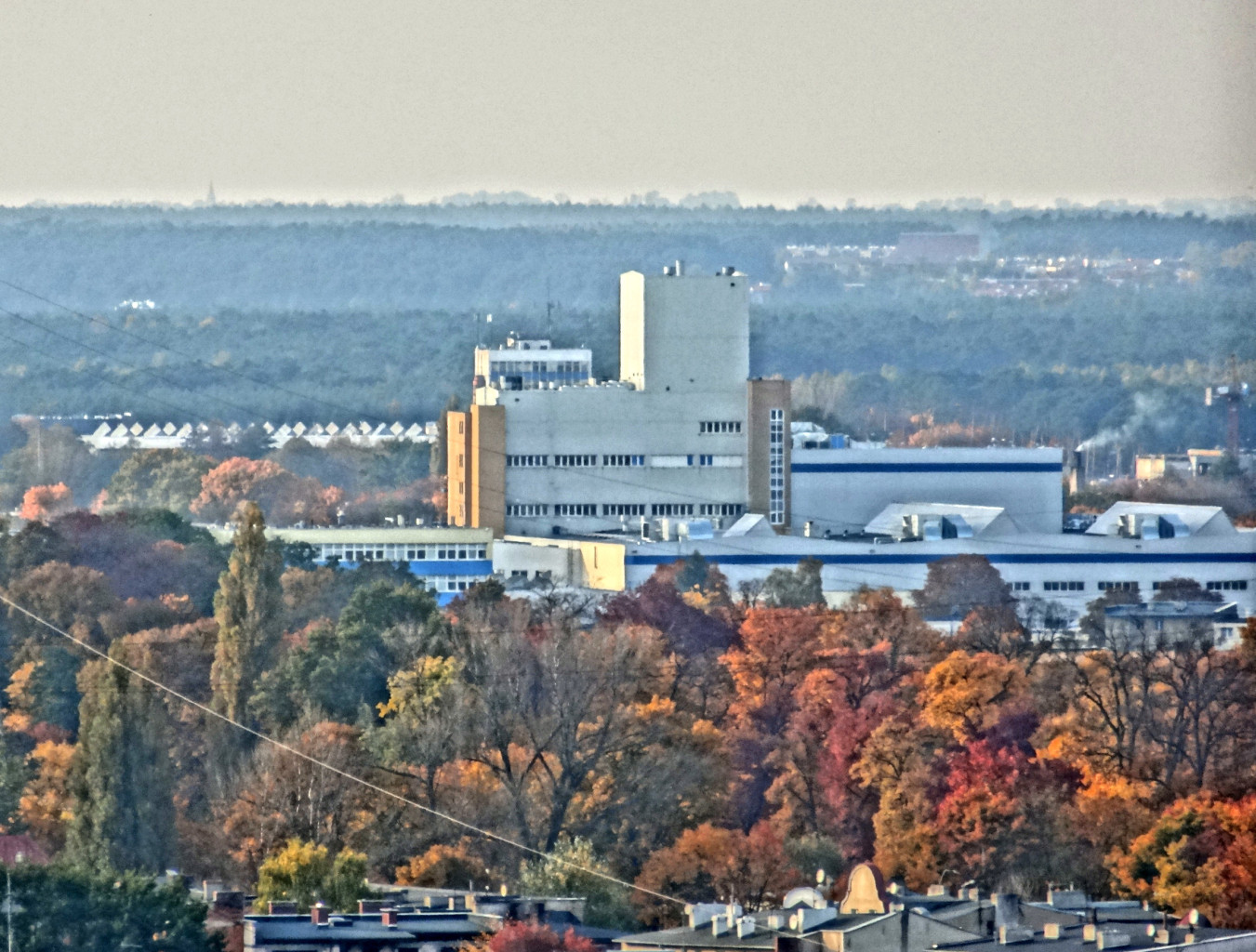
Widok zakładu z bydgoskiej wieży ciśnień

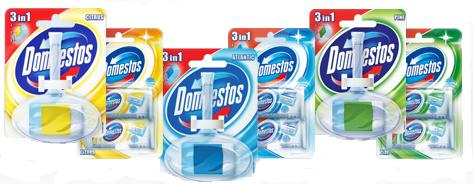
Kostki toaletowe produkcji bydgoskiego zakładu Unilevera

Unilever Polska – zakład Bydgoszcz (Oddział Detergentów i Kosmetyków) – fabryka w Bydgoszczy założona w 1932 roku, dawne Bydgoskie Zakłady Chemii Gospodarczej „Pollena”, od 1991 należące do koncernu Unilever Polska S.A. w Warszawie.

## Lokalizacja
Zakład położony jest na osiedlu Okole w obrębie tzw. Wyspy Kanałowej w Bydgoszczy. Od zachodu i południa sąsiaduje z liniami kolejowymi nr 18 i 131 oraz starym i nowym odcinkiem Kanału Bydgoskiego. Na południe od zakładów znajduje się park – planty nad Kanałem Bydgoskim.

## Charakterystyka
Zakład Unilever w Bydgoszczy specjalizuje się w produkcji kosmetyków, detergentów, środków czystości, płynów i środków do higieny osobistej. Fabryka jest jedynym zakładem Unilevera w Polsce specjalizującym się w produkcji środków czystości i w tej kategorii zajmuje 7 miejsce w światowej produkcji Unilevera.
W 2010 zakład zatrudniał 390 pracowników i 80% swojej produkcji sprzedawał na eksport do 26 państw (Europa, USA, Południowa Afryka, Indie, Australia, Arabia Saudyjska, Izrael, Wietnam itd.). Na rynek krajowy trafiają głównie kostki toaletowe, szampony do włosów i pasty do zębów.
Zakład słynie z dbałości o bezpieczeństwo i higienę pracy, za którą od 2002 roku zdobył kilka nagród europejskich. Posiada certyfikaty ISO 9001, ISO 14001, OHSAS 18001 oraz system Total Productive Maintenance, który został uznany za wzorcowy w globalnej skali Unilevera. Koncern uczestniczy w sponsoringu bydgoskich wydarzeń kulturalnych.

### Produkty
- szampony do włosów (Timotei, Sunsilk, Andrelon, Tresseme, Toni&Guy)
- odżywki do włosów (Sunsilk)
- kremy i mleczka do włosów (Dove, Sunsilk)
- linia kosmetyków Sunsilk Styling
- mleczka do ciała (Dove)
- płyny do kąpieli (Dove)
- kostki toaletowe (Domestos)
- Pollena w Bydgoszczy to producent znanych w okresie PRL proszków do prania „Radion” oraz „Cypisek”[1]
- W zakładzie w Bydgoszczy produkowano proszek do prania „Pollena 2000"[1]

## Historia

### Okres międzywojenny
Początki fabryki sięgają 1932 roku, kiedy przy ul. Kraszewskiego przy udziale kapitału niemieckiego utworzono Polską Spółkę Akcyjną „Persil”, wytwarzającą proszki do prania i środki czyszczące. Początkowo zatrudniała ona 150, a w 1939 roku – 220 pracowników. Produkowano głównie proszki mydlane marki Persil oraz proszek do zamaczania ATA. W latach 1934–1939 zakład rozbudowano m.in. o warzelnię mydła. Produkty sprzedawano na rynku polskim oraz eksportowano m.in. do Wolnego Miasta Gdańska.

### Okres okupacji niemieckiej
W okresie okupacji niemieckiej nie zmniejszyło się zapotrzebowanie na środki czyszczące dla wojska i szpitali. W związku z tym zatrudnienie w fabryce utrzymało poziom przedwojenny, z tym że stanowiska kierownicze objęli Niemcy.

### Lata 1945–1989
W kwietniu 1945 radzieckie władze wojskowe wpisały zakład na listę 30 obiektów gospodarczych w Bydgoszczy planowanych do objęcia akcją wywozu urządzeń do ZSRR. Wywózek udało się uniknąć po interwencji polskich władz u przedstawiciel Misji Ekonomicznej ZSRR w Warszawie w maju 1945. Produkcję uruchomiono w czerwcu 1945 roku. Początkowo zatrudnionych było 115 osób, a w 1948 – 164 osób. Rozpoczęto produkcję mydła i szkła wodnego, a od 1958 mydła AS (do prania w pralkach mechanicznych) oraz proszku do prania „Radion” i „Pralux” do białej bielizny. W latach 40. i 50. korzystano z przedwojennego, wyeksploatowanego parku technologicznego. Wieża rozpyłowa systemu Waltera do wytwarzania proszków do prania wytwarzała różne ilości produktu w zależności od pory roku i wilgotności powietrza. Wskutek stosowania doraźnych receptur produkcji, uzależnionych od dostępności półproduktów (często surowców zastępczych), jakość wyrobów zakładu nie była wysoka, lecz znajdowała bez trudu nabywców w warunkach panującej w PRL gospodarki niedoboru. Gotowy produkt pakowano w uzyskane od poddostawców nieestetyczne i nieszczelne opakowania jednostkowe. Zakład nie zabiegał o uzyskanie potwierdzenia jakości produkcji, mając zapewniony zbyt towarów.
W 1960 zmieniono znak towarowy na wizerunek białego misia. W latach 60. wprowadzono zmiany technologiczne poprzez zastosowanie detergentów i dodatków uszlachetniających. Do nowych produktów należały m.in. pasta „IXI”, pasta do prania „Komfort” oraz mydło w proszku „Efekt”. Zakład należał do Zjednoczenia Przemysłu Środków Piorących i Kosmetyków, które w 1964 przekształciło się w Zjednoczenie Przemysłu Chemii Gospodarczej Pollena. W związku z tym w 1969 zmieniono nazwę zakładu na Bydgoskie Zakłady Chemii Gospodarczej „Pollena”.
W latach 70. fabryka zatrudniała ponad 500 pracowników i zapoczątkowała eksport wyrobów, m.in. proszku do prania „Cypisek”. Utworzono wówczas dwa nowe wydziały: sulfonacji i proszków detergentowych. Znane z tego okresu produkty fabryki to m.in. pasta do prania „Miś” i proszki do prania „Bis”, „Pollena”. W tym czasie zakład rozbudowywano w trakcie wydłużonego ponad plan cyklu inwestycyjnego. W 1977 Wydział Ekonomiczny Komitetu Wojewódzkiego PZPR w Bydgoszczy wyliczył, że na ukończenie przedłużającej się rozbudowy Bydgoskich Zakładów Chemii Gospodarczej „Pollena” brakuje 56 mln zł. W momencie rozruchu technologicznego nowych urządzeń w czerwcu 1977 doszło do katastrofy ekologicznej. W wyniku awarii komina do atmosfery wydostały się pyły i gazy poprodukcyjne, które całkowicie zniszczyły sąsiadujące z zakładem ogródki działkowe i podtruły pracowników zakładu i mieszkańców Okola.
W latach 80. zakład wkroczył w okres stagnacji i wykorzystania istniejącej infrastruktury, bez przeprowadzania inwestycji.

### Po 1989
17 czerwca 1991 zakłady zostały sprywatyzowane poprzez wykup bezpośredni przez koncern Unilever, dla którego bydgoska „Pollena” była przyczółkiem do ekspansji na całą Europę Środkową i Wschodnią. Była to pierwsza prywatyzacja dużego zakładu w Bydgoszczy. Koncern stworzył swoją pierwszą polską firmę – Lever Polska (od 1996 Unilever Polska S.A.) i rozpoczął gruntowną modernizację zakładu, przeznaczając 25 mln dolarów na nowe linie produkcyjne, nowoczesne technologię i promocję nowych produktów. W miejsce zlikwidowanego wydziału produkcji proszków mydlanych otwarto nowy wydział płynnych detergentów. Dzięki temu pojawiły się nowe produkty: pasty do zębów Signal, szampony i odżywki, płyny detergentowe, proszki do prania OMO i Coral. 15 listopada 1993 proszek do prania „Pollena 2000” jako pierwszy wyrób z Bydgoszczy otrzymał tytuł „Teraz Polska”. W 1998 rozpoczęto produkcję toaletowych kostek zapachowych.
W 2002 w wyniku restrukturyzacji fabryki zamknięto wydział proszków detergentowych, natomiast rozbudowano wydział produkcji kosmetyków. W 2012 zakład rozbudowano o nowe obiekty produkcyjne. W wyniku tych inwestycji zwiększono produkcję kosmetyków i uruchomiono produkcję wyrobów do stylizacji włosów.
W 2016 fabryka miała powierzchnię 110 tys. m², 27 linii produkcyjnych i wytwarzała 400 mln sztuk produktów rocznie. Zatrudnienie wynosiło 700 osób.

### Nazwy zakładu w przekroju historycznym
- 1932-1939 – Persil Polska Spółka Akcyjna
- 1939–1945 – Persil AG
- 1945-1969 – Fabryka Proszku do Prania „Persil”
- 1969-1991 – Bydgoskie Zakłady Chemii Gospodarczej „Pollena”
- 1991-1996 – Lever Polska S.A zakład Bydgoszcz
- 1996-2004 – Unilever Polska S.A. Oddział Detergentów i Kosmetyków
- od 2004 – Oddział Detergentów i Kosmetyków Unilever Polska S.A. - Zakład Produkcyjny W Bydgoszczy[15]